# PCDHA4
PCDHA4‏ (Protocadherin alpha 4) هوَ بروتين يُشَفر بواسطة جين PCDHA4 في الإنسان.